# Вулиця Грецького Міста Волос (Ростов-на-Дону)
Вулиця Грецького Міста Волос (рос. Улица Греческого Города Волос) — вулиця в Ростові-на-Дону з 36 відомими будинками поруч з вулицею Антенна та проспектами Кіровський і Чехова.

## Історія
Вулиця Грецького Міста Волос одна з найкоротших вулиць Ростова, вона пов'язана і з кінозйомками, і з історією освіти міста Ростова-на-Дону.
Починається вулиця з Будьонівського проспекту і впирається, трохи перейшовши, в Газетний провулок, у дев'ятиповерхівку, що виходить фасадом на Ворошиловський проспект. На розі Будьонівського на місці нинішнього будинку "Цивілпроекту" стояла красива, за спогадами старожилів, будівля Айвазова, що не уціліла під час Другої світової війни. Від неї залишилися лише обгорілі стіни з залишками ліпнини, які проіснували в такому вигляді до початку 1960-х років. Тут проходили зйомки кінофільму "Самий повільний поїзд" за повістю "Супутники" Віри Панової.
Відома ця вулиця і Будинком культури глухонімих, що колись тут існував, на місці якого зараз стоїть багатоповерхова офісна будівля. А навпроти нього — дитячий садок, збудований після Другої світової війни "Ростовэнерго".
Знаходиться на вулиці й будівля обласного військкомату.
Це зараз вона носить ім'я грецького міста-побратима Ростова, а ще в 1898 році носила назву Базарна, до цього — Перша. У вересні 1898 року домовласники вулиці низькі просили міську думу про перейменування вулиці: мовляв, відбувається непорозуміння, так як всі вважають, що шукати її треба біля якогось базару. Хоча Базарною вулиця звалася не безпричинно. З західної сторони Таганрозького (нині Будьонівського) проспекту до неї примикав Новопоселенський базар, який вже мало хто пам'ятає.
А просили жителі вулиці перейменувати її в Гімназійну, так як на цю вулицю боковим фасадом виходила чоловіча класична гімназія. Зараз на цьому місці знаходиться загальноосвітня школа № 43. Дивлячись на класичні форми цієї будівлі, можна подумати, що відтворили цю гімназію в 1957 році такою, якою вона і була до руйнувань у роки війни. Однак, якщо вірити старим листівкам, виглядала будівля зовсім по-іншому.
З 1883 року - це повна і класична гімназія, правда, розміщається в найманих будівлях. До 1890 року гімназія знаходить власну будівлю (проект міського архітектора Миколи Дорошенка). З'являється при гімназії і домова церква в ім'я святого Андрія Критського. Першим старостою був чоловік, який немало зробив для появи цього навчального закладу, почесний громадянин міста Гаврило Ілліч Шушпанов, він же почесний попечитель гімназії.

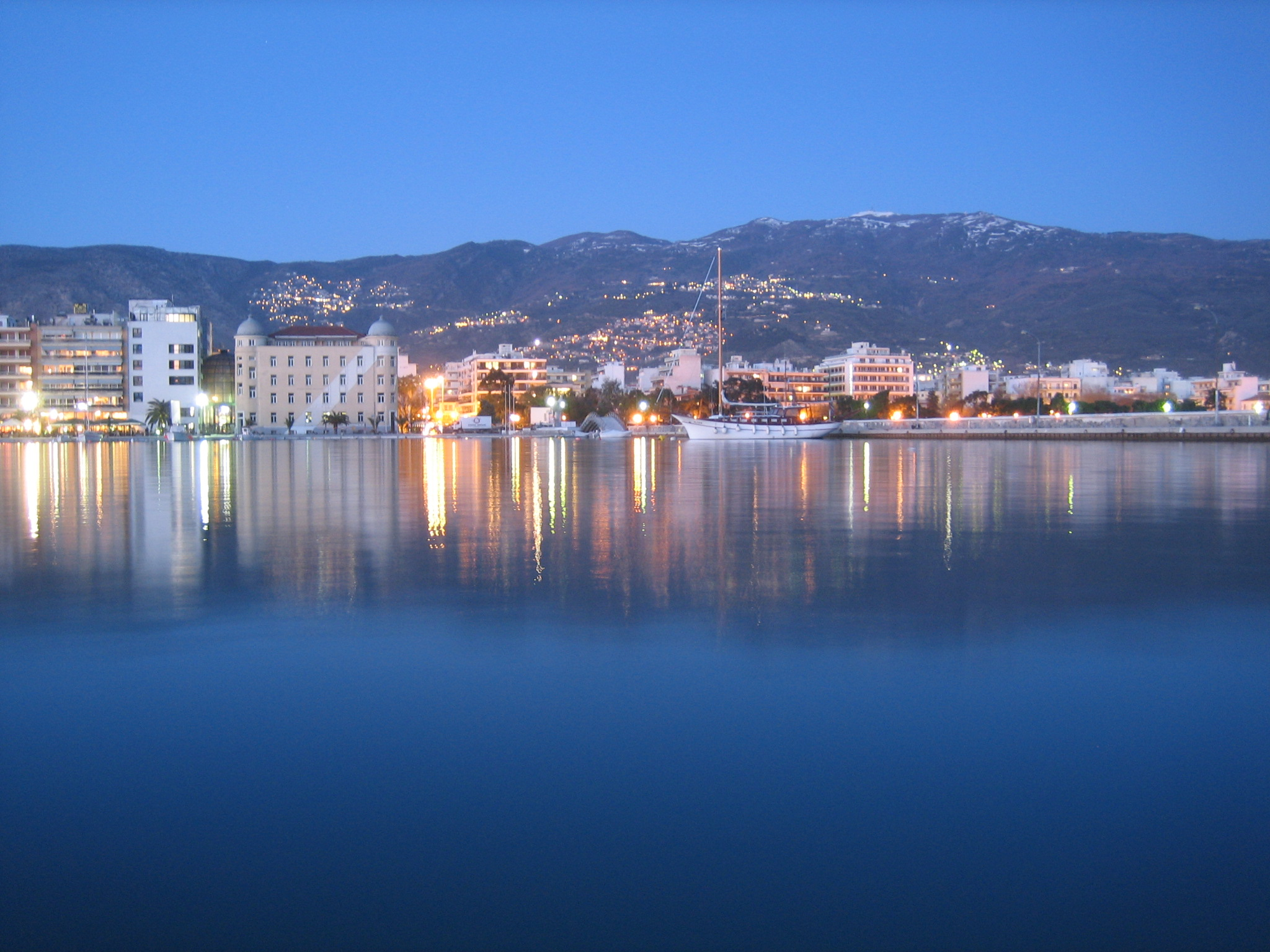
Волос (місто в Греції)

У 1908 році почесним попечителем гімназії значиться Володимир Іванович Асмолов. Як в управлінні тютюновою фабрикою він прийняв кермо влади у свого старшого брата, так і опікунською радою гімназії — у компаньйона брата. А гімназію в місті вже давно кликали Андріївською - по імені домової церкви.
Після 1920 року вулиця стала називатися вулицею Освіти, а рішенням Ростовського міськвиконкому за від 20.01.1961 № 732 перейменована у вулицю імені Грецького Міста Волос на честь споріднення Ростова-на-Дону з грецьким містом.
У відповідь на слова Михайла Чернишова про те, що в місті Ростові-на-Дону є вулиця Грецького міста Волос, мер міста Волос зазначив, що у них також є вулиця, названа на честь Ростова-на-Дону, причому він проживає саме на цій вулиці.